# Zatrephes marmorata
Zatrephes marmorata là một loài bướm đêm thuộc phân họ Arctiinae, họ Erebidae.